# 德班眶棘鯒
德班眶棘鯒，為輻鰭魚綱鮋形目牛尾魚亞目牛尾魚科的其中一種，分布於西印度洋區，從莫三比克、馬達加斯加至南非德班海域，棲息深度20-70公尺，屬底棲性魚類，體長可達17公分，屬肉食性，生活習性不明。

## 擴展閱讀
維基物種上的相關：德班眶棘鯒